# León Pacheco Solano
León Pacheco Solano (Tres Ríos, 9 de mayo de 1898- San José, 26 de julio de 1980) y su nombre de pila fue «Napoleón». Fue un escritor y periodista costarricense, que perteneciò a la llamada «Generación de los 40».

## Biografía
Después de concluir sus estudios de secundaria, publicó sus primeros tres libros: «Meditaciones al margen de motivos de Proteo» (1918), «Ensayo sobre el poeta Rafael Cardona, su personalidad» (1919) y «Filosofía de la crítica: Moisés Vincenzi, su personalidad» (1920). Viajó a París en 1919, donde comenzzó a usar el nombre de «León», pues los franceses expresaban poca aceptación de su nombre de pila. Mientras estudiaba en La Sorbona, se relacionó con Miguel Ángel Asturias, Arturo Uslar Pietri y Alfonso Reyes. 
En 1932 regresó a Costa Rica y fungió como profesor de francés, castellano, literatura y estética en el Liceo, y después en la Universidad de Costa Rica. Se desempeñó en forma paralela como periodista de opinión y literario, colaborando para diarios y revistas como La Razón de Buenos Aires, El Universal de Caracas, El Tiempo de Bogotá, Novedades de México, ABC de Madrid, Revue de L’Amérique Latine de París y el Repertorio Americano.
Aunque escribió una novela que de alguna manera lo inscribe en la generación del 40 («Los pantanos del infierno», sobre la huelga bananera de 1934), su principal interés como escritor fue el ensayo. Como estudioso de la cultura francesa, escribió «Once maestros franceses» (1936) y «El hilo de Ariadna» (1965); «Tres ensayos apasionados: Vallejo, Unamuno, Camus» (1968) y «Puertas abiertas, puertas afuera» (1976), sobre la política, la estética y la identidad costarricense. En 1972 fue galardonado con el Premio Magón. Su hija Cristina Pacheco Solano, fue estudiante de la UCR, trabajadora Social , casada con Carlos Maria Brenes Salas Político Costarricense, con quien procrearía cinco hijos, Guiselle Brenes Pacheco ( Reconocida Psiquiatra), Rocio Brenes Pacheco, Sergio Brenes Pacheco, Juan Carlos Brenes Pacheco e Ileana Brenes Pacheco.